# Anton Kliman
Anton Kliman (ur. 9 czerwca 1967 w Puli) – chorwacki polityk i przedsiębiorca, w 2016 minister turystyki, parlamentarzysta.

## Życiorys
W 1986 ukończył szkołę średnią o profilu hotelarsko-turystycznym, zaś w 2005 studia ekonomiczne na Uniwersytecie w Zagrzebiu. Był ochotnikiem w trakcie wojny w Chorwacji. W 1991 zajął się prowadzeniem własnego przedsiębiorstwa hotelarskiego Barbariga Nova w Vodnjanie. W pierwszej połowie lat 90. kierował miejską radą turystyczną. Zaangażował się w działalność polityczną w ramach Chorwackiej Wspólnoty Demokratycznej (HDZ), do której wstąpił w 2007. Został również przewodniczącym katolickiego stowarzyszenia „MI”.
W styczniu 2016 z rekomendacji HDZ objął urząd ministra turystyki w rządzie Tihomira Oreškovicia. W przedterminowych wyborach w tym samym roku uzyskał mandat posła do Zgromadzenia Chorwackiego. Stanowisko ministra zajmował do końca funkcjonowania gabinetu, tj. do października 2016. W 2020 i 2024 ponownie wybierany do chorwackiego parlamentu.